# Limbă oficială
O limbă oficială este o limbă care este desemnată în mod special să fie așa în constituția țărilor, statelor, și a altor teritorii. (După această definiție, statele și zonele fără constituție duc lipsă de limbă oficială.)
Limba oficială este limba prevăzută pentru oficiile și instituțiile statului, atât ele între ele, cât și în comunicația cu cetățenii. Limba oficială trebuie folosită de ex. la formularea documentelor administrative, a legilor și normelor, la procese (pentru cereri, dezbateri, protocoale), informarea cetățenilor, relațiile poliției cu cetățenii și multe altele.
Aproximativ o jumătate din țările lumii își definesc o limbă oficială. Unele au o singură limbă oficială, ca de ex. Franța. Altele ca Belgia, Finlanda, Elveția, Afganistan, Bolivia, India și Africa de Sud au chiar mai multe limbi oficiale. 
În unele țări, ca Irak, Italia și Spania, există o limbă oficială pentru țară, dar în unele regiuni importante există în plus și limbi co-oficiale. Unele țări, așa ca Statele Unite ale Americii, nu au o limbă oficială, însă în unele state federale americane există totuși limbi oficiale (Vezi Limbi în Statele Unite). În final, unele țări nu au specificată o limbă oficială, cum sunt Eritreea, Luxemburg, Suedia, Tuvalu sau Regatul Unit.
Drept consecință a colonizării, în unele țări din Africa și în Asia limbile oficiale și limbile de studiu (franceza și engleza) nu sunt limbile naționale sau limbile cele mai răspândite. În Irlanda „limba națională” oficială a statului, irlandeza, este de fapt vorbită doar de către un mic contingent de oameni, pe când limba căreia îi este dată o stare legală inferioară (engleza) este de fapt limba vorbită de majoritate. 
În India, unde sunt folosite zeci de limbi, dintre care 18 sunt oficiale, pentru a ușura comunicarea, limba folosită în parlament nu a fost aleasă dintre acestea, ci, ca un compromis, a fost aleasă engleza.

## Limbă administrativă
Limbile administrative sunt folosite în actele oficiale, deoarece exprimă noțiunile abstracte mai ușor decât limba națională.
Spre exemplu, în Marele Ducat al Luxemburgului nu există o limbă oficială, ci se face diferența între limba națională, luxemburgheza, și limbile administrative, acestea fiind franceza și germana.